# Deux arabesques (Debussy)

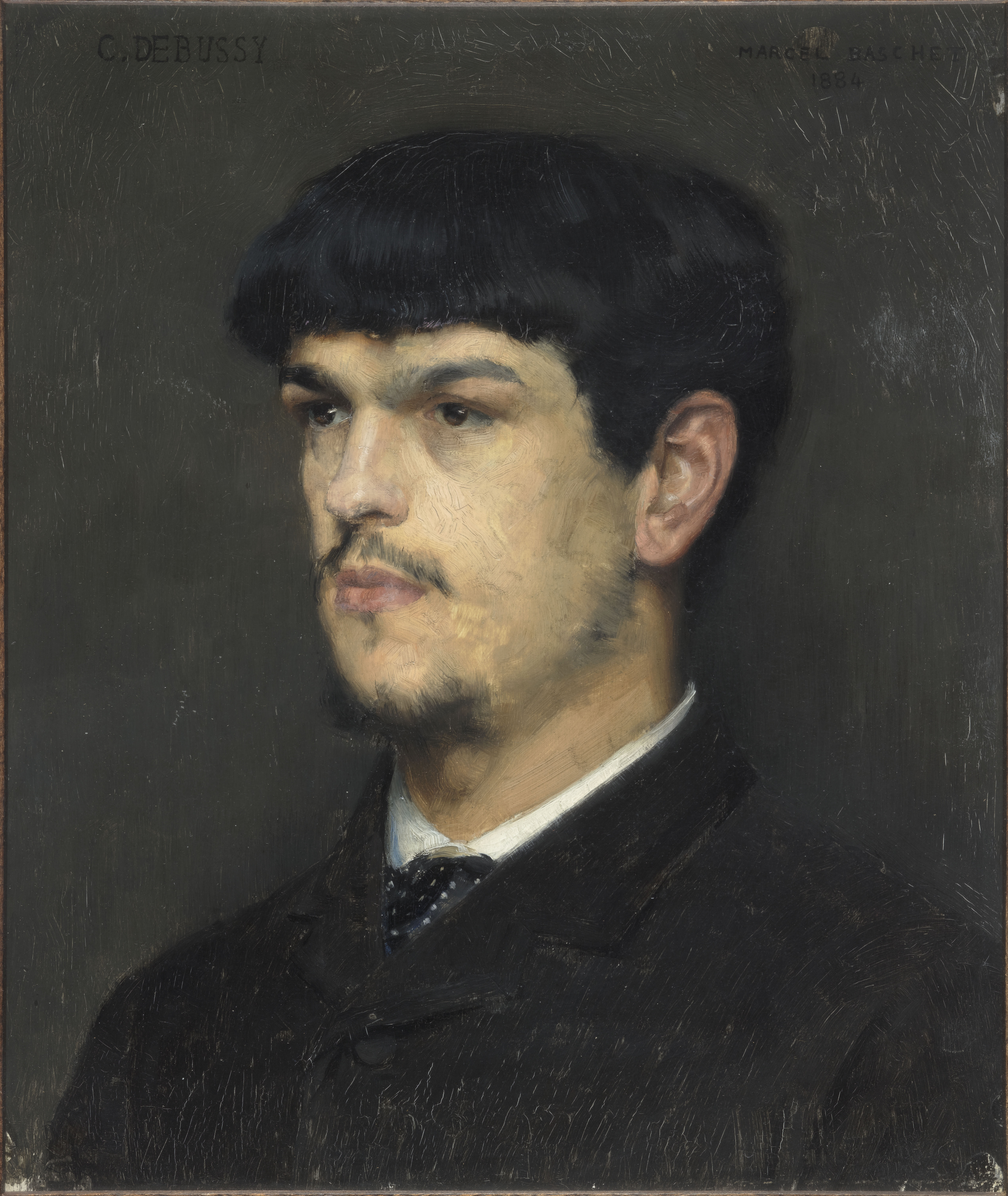
Debussy retratado por Baschet, 1884.

Dos arabescos o Deux arabesques, L. 74 (L. 66) son un par de piezas escritas para piano por Claude Debussy entre 1888 y 1891, cuando tenía casi treinta años.

## Historia

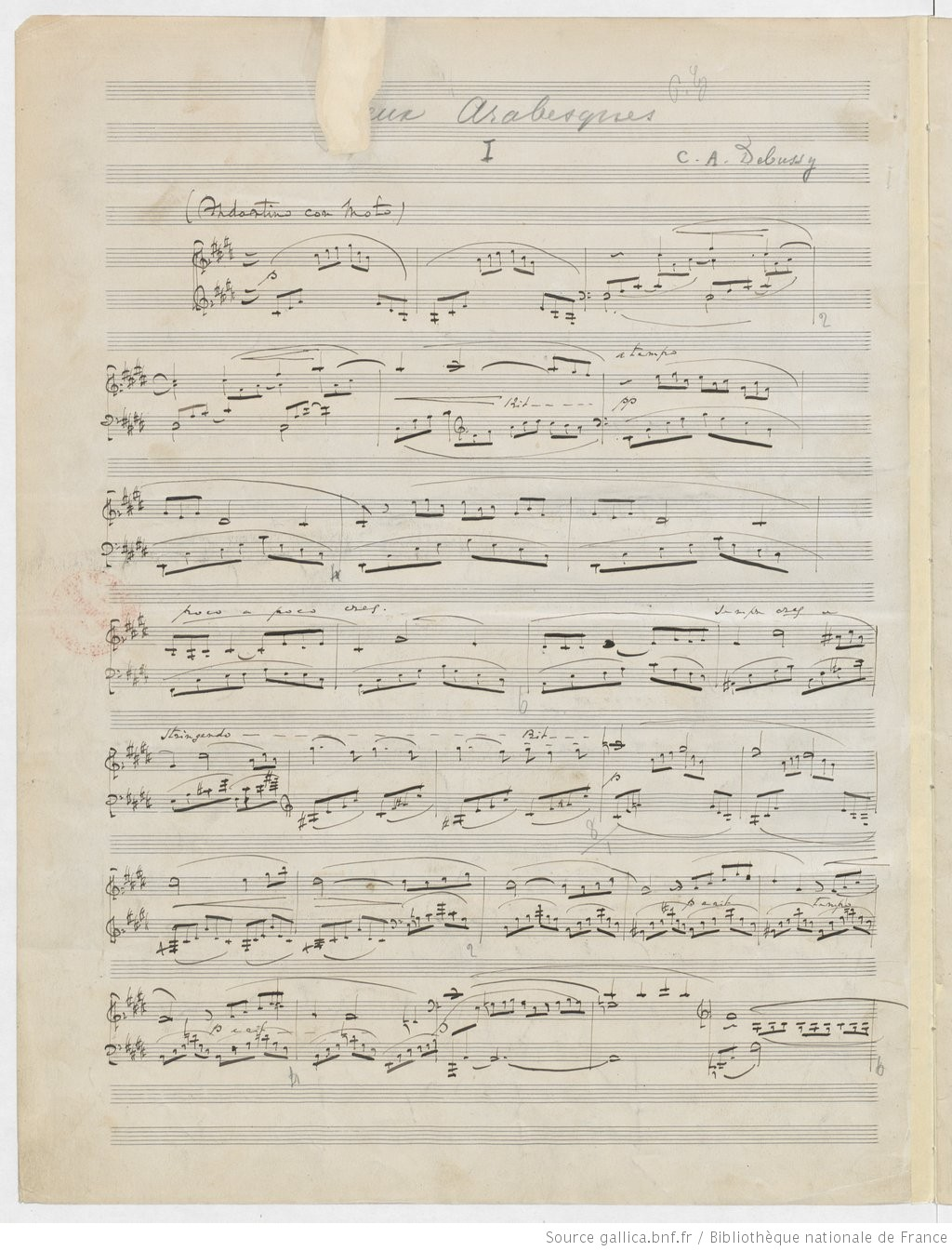
Primera página de la partitura autógrafa (BNF).

Estas piezas pertenecen a un periodo bastante temprano del compositor y, aunque contienen indicios, no representan todavía el estilo musical que Debussy iba a desarrollar en años venideros. La suite es una de las primeras piezas del impresionismo musical, que sigue la forma de arte visual francesa. Debussy parece deambular por diversos modos y tonalidades, logrando escenas evocadoras a lo largo de ambas piezas. Aunque en sus últimos años sus composiciones para piano figuraron entre sus obras más conocidas, Claude Debussy se sintió inicialmente bastante incómodo con este medio. A pesar de haberse formado en el Conservatorio de París como pianista profesional desde los diez años, no produjo sus primeras obras sustanciales para el instrumento hasta casi alcanzar los treinta años. Comenzadas pocos años antes de la emblemática Suite bergamasque, los Deux arabesques son de las primeras piezas suyas que se han mantenido en el repertorio de recitales.
Su visión de un arabesco musical era una línea curvada de acuerdo con la naturaleza, y con su música reflejaba las celebraciones de formas de la naturaleza que hacían los artistas del art nouveau de la época. Del arabesco en la música barroca, escribió:
«Aquella fue la época del "maravilloso arabesco", cuando la música estaba sujeta a las leyes de la belleza inscritas en los movimientos de la propia Naturaleza.»
La partitura autógrafa en la actualidad se conserva en la Biblioteca Nacional de Francia y se puede consultar en línea. Con anterioridad perteneció al editor Jacques Durand ya que fue el manuscrito autógrafo firmado y utilizado para el grabado. Este documento lleva la firma Cl. A. Debussy, que no adoptó hasta finales de 1889. 
La primera edición de esta obra fue publicada por la editorial Durand et Schoenewerk en 1891 en París.

## Las obras

### Arabesque I. Andantino con moto
La pieza consta de un único movimiento:
- I. Andantino con moto, en mi mayor 4
4

El primer arabesco, marcado con la indicación de tempo Andantino con moto, está escrito en la tonalidad de mi mayor, en compás de 4/4 y adopta una forma ternaria ABA. Muchos de los rasgos distintivos del estilo pianístico maduro de Debussy son evidentes en estas piezas, especialmente en el primero. Su amor por los acordes paralelos, en este caso tríadas en primera inversión, se pone de manifiesto en el arpegio que abre esta pieza y aún más cuando la misma figuración se repite con mucha mayor extensión hacia el final. Esta técnica de composición, muy utilizada por Debussy y otros impresionistas, se remonta a la tradición del fauxbourdon. El esquema tonal gira en torno a armonías dominantes con la adición de novenas y en ocasiones treceavas. 
Las secciones primera y tercera (A) son más atmosféricas que temáticas. Se caracterizan por el tipo de acompañamiento ondulante de la mano izquierda que figura tan prominentemente en la música para piano posterior del compositor.
Da paso a una sección más amplia que se inicia con un arpegio de la mano izquierda en la tónica y una progresión pentatónica descendente de la mano derecha en mi mayor.
La sección intermedia (B) está en la mayor y es presagiada por la tríada inicial de la pieza. Es más breve, más calmada y está más organizada temáticamente que sus vecinas, aunque su melodía principal es en realidad la inversión de un motivo subsidiario de la sección A. Se abre con el motivo mi–re–mi–do♯, pasa brevemente por mi mayor, vuelve a la mayor y termina con una audaz presentación del citado motivo, pero transpuesto a la tonalidad de do mayor e interpretado en forte.
En medio de la recapitulación de la sección A, la música pasa a un registro más agudo y luego desciende, seguida de una gran escala pentatónica que asciende y desciende, para resolver de nuevo en mi mayor.

### Arabesque II. Allegretto scherzando
La pieza consta de un único movimiento:
- I. Allegretto scherzando, en sol mayor 4
4

El segundo arabesco, marcado Allegretto scherzando, está en sol mayor, en compás de 4/4 y también adopta la forma ABA, de nuevo con una sección central más corta en la subdominante. Es más rápido, enérgico y animado pero menos innovador armónicamente que su compañero, ya que se basa en fórmulas armónicas convencionales para definir su tonalidad. Arranca con acordes en la mano izquierda y trinos en la derecha. Lleva a cabo varias transposiciones y explora un registro más grave del piano. De nuevo se aprecia una insinuación de la escala pentatónica. Es significativo que la célula rítmica de tresillos y semicorcheas que domina gran parte de la pieza esté completamente ausente en la sección central, que en su lugar presenta una secuencia ascendente de terceras paralelas quebradas. A diferencia del primero, el material de la sección B regresa cerca del final de la pieza, de nuevo haciendo referencia a do mayor, sólo para ser rechazado en favor de la célula rítmica primaria. Siete compases antes del final una sorprendente digresión a si mayor se desvía rápidamente a la tonalidad inicial y la música se desintegra en una serie de figuraciones cada vez más tranquilas, lo cual representa la quintaesencia de Debussy.

## Recepción de la obra
En 1891 se imprimieron 400 ejemplares de estas piezas, que en un principio pasaron desapercibidos. Se hicieron populares a partir de 1906, como demuestra el creciente número de impresiones y transcripciones para diversos instrumentos y orquesta. 

## En la cultura popular
Estas piezas, en especial el primer arabesco, han servido de inspiración a artistas musicales de diversos géneros para crear sus propias versiones. Tanto las adaptaciones como las interpretaciones de la pieza original han sido incluidas en bandas sonoras de películas, programas de televisión, videojuegos, etc.

### Adaptaciones
El primer arabesco dio lugar a varias versiones y reinterpretaciones, entre ellas destacan:
- 1974 – "Arabesque No. 1", pieza recogida en el álbum Snowflakes Are Dancing del compositor japonés Isao Tomita creó una adaptación para sintetizador.
- 1986 – "Arabesque No. 1", tema del disco Romances for Saxophone del saxofonista estadounidense de jazz y música clásica Branford Marsalis que es una versión en la que el saxofón es el protagonista acompañado por otros instrumentos.
- 1991 – "I Love Your Smile", canción del disco Inner Child de la cantante estadounidense de R&B Shanice en cuyo minuto 2:43 se incluye un sample del primer arabesco.
- 1998 – "Those Who Never Saw This", tema del álbum Mic Knights del trío noruego de hip hop Warlocks que utiliza el inicio de la pieza como sample.
- 2009 – "Like the Sea", canción del álbum The Element of Freedom de Alicia Keys y Jeff Bhasker en la que se emplea como acompañamiento de principio a fin.
- 2021 – "Arabesque No. 1", pieza incluida en el disco Arabesque de la guitarrista francesa Roxane Elfasci que es una versión de la pieza para guitarra.

### Inclusión en bandas sonoras
Arabesque I
- 1963 – Los pájaros, largometraje dirigido por Alfred Hitchcock en la que aparece el Arabesque I.
- 1976 – Star Gazers, programa de televisión sobre astronomía que empleó la pieza como sintonía durante todo su periodo de emisión desde 1976 hasta 2011.
- 1983 – Planeta imaginario, programa televisivo infantil que utilizó la adaptación electrónica de Isao Tomita como música de cabecera hasta su última emisión en 1986.
- 1983 – Los programas nocturnos de France 3 también adoptaron como sintonía la versión de Isao Tomita.
- 1992 – Final Fantasy V, videojuego que contiene un extracto de esta obra.
- 2001 – All About Lily Chou-Chou, película japonesa que incluye esta pieza en su banda sonora junto con otras creaciones de Debussy.
- 2015 – Merlí, serie de televisión española en cuyo episodio 1x13 titulado "Nietzsche" suena el primer arabesco.
- 2015 – Hannibal, serie de televisión en cuyo episodio 3x30 titulado "...And the Woman Clothed in Sun" también se puede escuchar esta pieza.
- 2018 – Green Book, film dirigido por Peter Farrelly que recoge esta obra en su banda sonora.
- 2019 – Spider-Man: Far from Home, película dirigida por Jon Watts en la que se puede escuchar tocada por un pianista cuando el grupo de Peter Parker entra en su nuevo hotel de Praga.
- 2021 – The French Dispatch, película dirigida por Wes Anderson en la que aparece esta obra.